# Grzegorz Klimczyk
Grzegorz Klimczyk (ur. 23 listopada 1985) – polski lekkoatleta, sprinter.
Reprezentował Olimpię Poznań. Podczas Młodzieżowych Mistrzostw Europy w Lekkoatletyce (Debreczyn 2007) biegnąc na pierwszej zmianie polskiej sztafety 4 x 400 metrów pomógł jej zdobyć srebrny medal, szybsi byli jedynie Rosjanie.
Od 2015 roku żeglarz reprezentujący francuski klub CV VILLENEUVE/YONNE w klasie Snipe. Największe sukcesy to brązowy medal zdobyty podczas zawodów Open de France w Quiberon w sierpniu 2015, oraz 7. miejsce w Mistrzostwach Francji w  Aix-les-Bains w maju 2016 roku.

## Rekordy życiowe
- bieg na 400 m – 47.08 (2008)